# デュード・バスターズ
デュード・バスターズ（The Dude Busters）は、WWEのプロレスラー、ケイレン・クロフトとトレント・バレッタ、カート・ホーキンスが結成していたユニット。
WWEの傘下団体であるFCWのFCWフロリダタッグチーム王座を2度獲得し、WWEではECW、SmackDown!で活動するも王座戦線には絡めず、2010年11月、ケイレン・クロフトがリリースされたため、事実上解散となった。カート・ホーキンスについてはFCWにて一時期加入していた。